# Geneeskunde (studie)
Geneeskunde is de studie die opleidt tot arts. De artsenstudie duurt in Nederland en Vlaanderen zes jaar. De eerste jaren zijn, afhankelijk van de universiteit, over het algemeen theoretisch georiënteerd.

## Universiteiten
Men kan geneeskunde studeren aan de volgende universiteiten in Nederland en Vlaanderen:
- Universiteit van Amsterdam
- Vrije Universiteit Amsterdam
- Universiteit Antwerpen
- Vrije Universiteit Brussel
- Universiteit Gent
- Rijksuniversiteit Groningen
- Universiteit Hasselt (alleen bachelor)
- Universiteit Leiden
- Katholieke Universiteit Leuven
- Universiteit Maastricht
- Radboud Universiteit Nijmegen
- Erasmus Universiteit Rotterdam
- Universiteit Utrecht

## Nederland
De opleiding tot arts is onderverdeeld in de bachelor en de master. De bachelor duurt drie jaar en in deze jaren leren de studenten met name de theoretische achtergronden. Daarna volgt de master van drie jaar welke bestaat uit het volgen van verschillende stages (coassistentschappen) in allerlei specialismen als coassistent. Uiteindelijk sluit de student de opleiding af met het afleggen van het artsexamen. Na succesvolle afronding verkrijgt hij zijn artsenbul en wordt hij of zij geregistreerd in het BIG-register en is men basisarts. Daarmee kan men echter nog weinig beginnen, er volgt daarna nog een specialisatie, bijvoorbeeld als huisarts, internist, longarts, oogarts etc. Pas na die specialisatie is men daadwerkelijk geneeskundig voldoende geschoold om volledig zelfstandig patiënten te behandelen. De studie duurt in totaal ongeveer twaalf jaar. 
Op sommige universiteiten is het curriculum gewijzigd waardoor studenten al in hun 4e en 3e jaar in de kliniek stages volgen. Dit is bijvoorbeeld het geval op respectievelijk de Rijksuniversiteit Groningen en de Universiteit van Utrecht
In Nederland kan men zich niet zomaar inschrijven voor de opleiding Geneeskunde, omdat er minder opleidingsplaatsen dan aanmelders zijn. De overheid hanteerde daarom een numerus fixus (instroombeperking) geregeld via de Dienst Uitvoering Onderwijs (voorheen de Informatie Beheer Groep). De meeste plaatsen werden zodoende tot 2012 toegewezen door gewogen loting. Na dat jaar worden de studieplekken door de universiteit toegewezen aan de hand van een decentrale selectieprocedure. Groningen, Leiden en de Vrije Universiteit kennen een mogelijkheid voor zij-instromers om geneeskunde te studeren.

## Vlaanderen
In Vlaanderen maken de studenten geneeskunde na het 6e jaar een keuze:
- huisartsengeneeskunde
- sociale geneeskunde (verzekeringsgeneeskunde, schoolgeneeskunde, ... )
- wetenschappelijk onderzoek
- prespecialisatie (kindergeneeskunde, psychiatrie, orthopedie, oogarts, ... ).

In Vlaanderen staat de studie open voor al wie een diploma secundair onderwijs (of gelijkwaardig) bezit, én slaagt in een toelatingsproef. Deze proef is opgedeeld in drie delen: KIW, VAARDIG en CLEAR. KIW staat voor Kennis In Wetenschappen, hier wordt de wetenschappelijke kennis getest. Hiervoor wordt verwacht dat de kennis van wiskunde, biologie, fysica en chemie van het derde tot en met het zesde jaar secundair gekend is. 
Het onderdeel VAARDIG staat voor Verbinden, AnAlyseren, ReDeneren, InteGreren. Dit onderdeel bestaat uit twee delen. In het eerste deel krijgt men drie teksten en allerlei grafieken waarbij er 15 vragen moeten worden beantwoord. Het tweede deel bestaat uit 10 vragen waarbij de tekst niet meer gebruikt mag worden.
CLEAR staat voor Conflicthantering, Luistervaardigheid, Empathie, Aandacht, Reflectie en Respect. Hierbij test men hoe de sociale vaardigheden van de toekomstige studenten zijn, of ze voldoende empathie kunnen opleggen.
Deze toelatingsproef vindt plaats begin juli. Alleen diegenen die bij de zoveel beste zitten worden toegelaten om aan de studie te beginnen. Ook is er de voorwaarde dat geslaagden van het toelatingsexamen ten laatste op 30 september hun diploma secundair onderwijs moeten hebben, anders verloopt het toegangsticket om aan de studie te beginnen. Eens het ticket samen met diploma behaald, mag de toekomstige student kiezen wanneer deze aan de studie begint.